# アルフォンソ・デ・ポルターゴ
第11代ポルターゴ侯爵アルフォンソ・アントニオ・ヴィセンテ・エドゥアルド・アンヘル・ブラス・フランシスコ・デ・ボルハ・カベサ・デ・ヴァカ・イ・レイトン（Alfonso Antonio Vicente Eduardo Angel Blas Francisco de Borja Cabeza de Vaca y Leighton, 11th Marquess of Portago1928年10月11日 - 1957年5月12日) はスペインの貴族、レーシングドライバー、ボブスレー選手。一般にはアルフォンソ・デ・ポルターゴとして知られている。1957年にミッレミリアのレース中に観客を巻き込む大事故を起こして亡くなり、それがきっかけでミッレミリアは終了を余儀なくされた。

## 経歴

### 幼少期
ロンドンで生まれ、フランスのビアリッツで教育を受けた。4カ国語に長じていた。ポルターゴは、祖先に探検家アルバル・ヌニェス・カベサ・デ・バカの他、マドリード総督などがいるスペイン有数の貴族の出であり、大富豪であった。父アントニオ・カベザ・デ・バカは彼が幼い頃にポロの試合でハーフタイム中に亡くなっている。母オルガ・レイトンはアイルランド人の看護師で、前夫フランシス・ジョン・マッキーとの間にソルという名の娘がいた。ソルは後に結婚し、レース界で有名になったが、2017年に亡くなっている 。フランシスはアメリカの金融会社ハウスホールド・ファイナンス (現在のHSBCファイナンス) の創業者で、オルガより40歳以上も年上だった。彼は死出の病のため自殺し、オルガにその莫大な財産を遺した。 
ポルターゴは、17歳のときに橋の下を飛行機でくぐる賭けをして勝っている。また、エイントリー競馬場のグランドナショナルに紳士枠で2回参加したが、身長183 cm、体重77 kgという体躯のため体重を落とすのに苦労したという。 

### レーシングドライバー

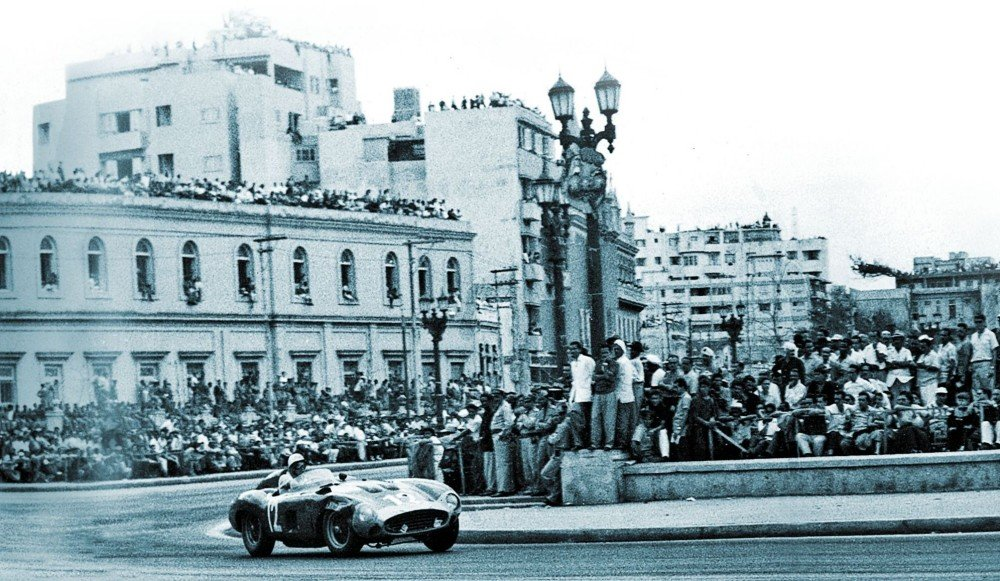
1957年、ハバナでのキューバグランプリで、ラ・カサ・デ・ベネフィセンシアの前で旋回するポルターゴの車

ポルターゴは、1953年にアメリカのフェラーリ輸入商ルイジ・キネッティにカレラ・パナメリカーナ・メヒコでコ・ドライバーになってもらえないかと打診されたのをきっかけにレースに参戦するようになった。ポルターゴは1954年にブエノスアイレス1000kmレースに自前のフェラーリスポーツモデルで単独でエントリーしている。その後、ツール・ド・フランス・オートモビルやオポルトグランプリの他、ナッソー・ガバナーズ・カップ (2回) など、6レースで優勝を収めた。ナッソーでは、1956年冬のレースで前車にわずか数センチにつけて時速240kmで疾走するという芸当を披露している。このときは前車のドライバーがブレーキをかけたため、2台が180mに渡って滑走した。ポルターゴは、レースのたびにブレーキやクラッチ、トランスミッションあるいは車そのものを壊し、レースを完走する為に何台か車を乗り換えることも多かったことから、スポーツカー愛好家から「ツーカーマン (two-car man)」と呼ばれていた。 
ポルターゴは1956年7月1日にF1にも参戦し、5戦出場している。最高成績はピーター・コリンズと車両共有で出場した1956年英国グランプリでの2位で、チャンピオンシップポイントを計4ポイント獲得している。1953年にはルイジ・キネッティとともにカレラ・パナメリカーナ・メヒコに参戦した。シルバーストン・サーキットで行われた1955年イギリスグランプリで、ポルターゴはオイルパッチに入ってコントロールを失い、時速140kmでマシンから放り出されたため足を骨折し、入院した。 

### ボブスレー
彼はボブスレー選手としても活動した。コルティーナ・ダンペッツォで開催された1956年冬季オリンピックでスペイン初のボブスレーチームを結成するために、いとこ数人に声をかけた。実際のところ、ポルターゴはそり2台を購入する前でさえスイスで2、3回練習したことがあるだけだった。しかし、驚くべきことにポルターゴ操る2人乗りそりは3位にわずか0.16秒差の4位となった。ポルターゴがボブスレーに取り組んだのはウィスコンシン州ベロイト出身のアメリカ人、エドムンド・ネルソンに紹介されたのがきっかけだが、後に彼とツール・ド・フランス・オートモビルで優勝を目指してチームを組んでいる。 
1957年にはサンモリッツで開催された世界選手権で、2人乗りで銅メダルを獲得した。 

### 事故死

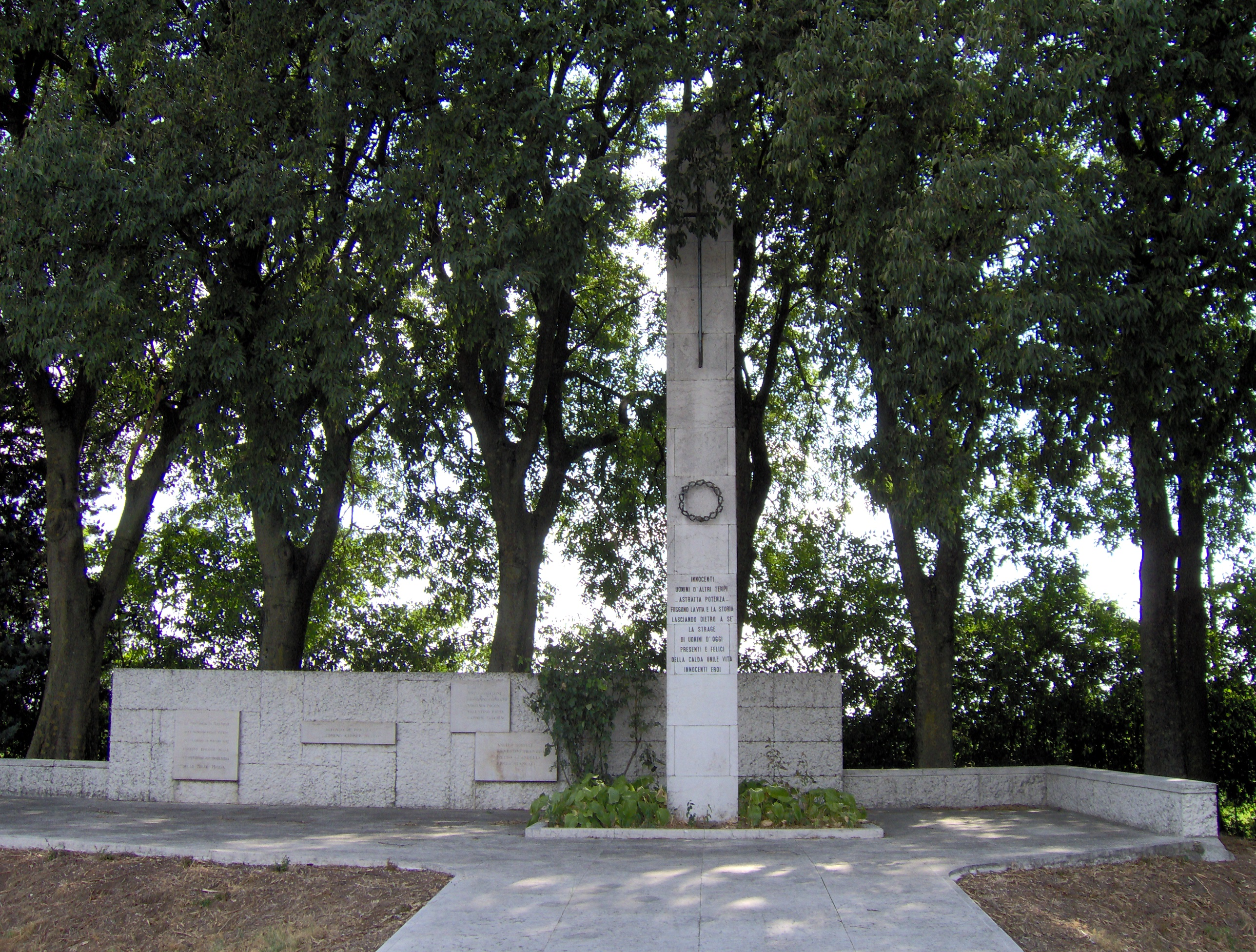
カヴリアーナにある追悼碑。ポルターゴが最期を遂げたミッレミリアでのクラッシュ事故地点に設けられている。

ポルターゴとコ・ドライバーのエドムンド・ネルソンは、1957年5月12日にミッレミリアでゴーイト - グイディッツォーロ間の直線コース走行中に、スタート/ゴール地点であるブレシアから約70kmのカヴリアーナで事故のため死亡した。この事故で子供5人を含む観客9人が巻き添えになって亡くなった。3位につけていたポルターゴのフェラーリ335 Sのタイヤが突然パンクし、車は沿道の群集めがけてスピンしながら飛び込んだ。パンクした時点でポルターゴは時速240kmで飛ばしていたため、車はまず道路左側の運河を飛び越え、その先で跳ね返って再び運河を飛び越えて戻ってきた。亡くなった子供のうち2人は、ポルターゴの車が跳ね飛ばした道路の里程標が当たったという。ポルターゴとネルソンの遺体は、逆さまになったフェラーリの下敷きになってひどく傷み、ポルターゴの体は真っ二つになっていた。 

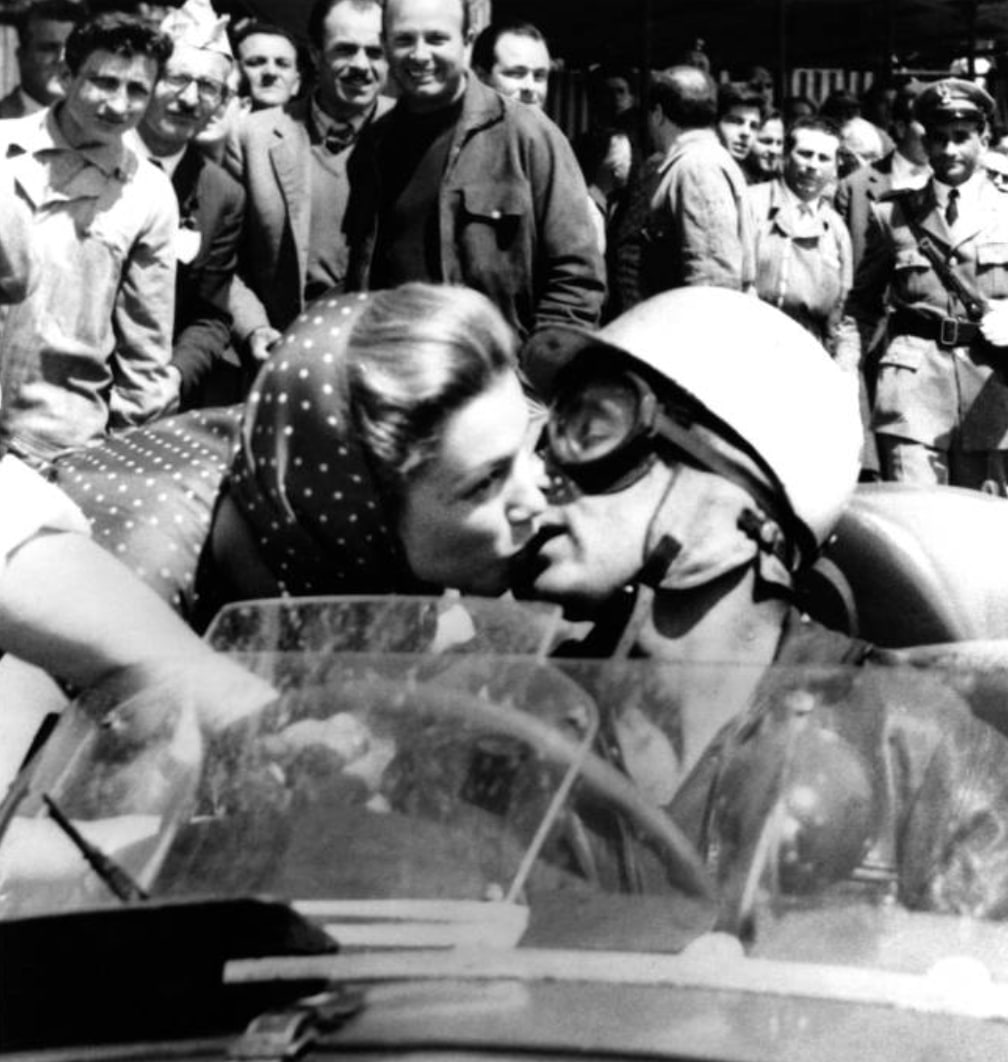
リンダ・クリスチャンとキスをするポルターゴ
この直後に彼は事故死する

T. C. ブラウンは「アルフォンソ・デ・ポルターゴがコースに着いてフェンスに駆け寄り、リンダ・クリスチャンにキスをしてからフェラーリに戻って走り出したとき、彼自身とコ・ドライバー、10人の観客、そしてミッレミリアの死という避けられない運命が始まった」("The inevitable happened when Alfonso [...] de Portago stopped alongside the course, ran to the fence, kissed Linda Christian, ran back to his Ferrari and drove on to his destiny, killing himself, his co-driver, 10 spectators, and the Mille Miglia") と書いている。 
以前ポルターゴは「私は事故で死んだりはしない。年老いて死ぬか、何かの冤罪に巻き込まれて処刑されるかのどちらかだ」（"I won't die in an accident. I'll die of old age or be executed in some gross miscarriage of justice."）と話していたが、ネルソンはポルターゴが30歳まで生きられはしないだろう、と反論している。ネルソンによると、「ポルターゴがレースに出るたびに、車のフロントにはシワが入る。観客を時速130マイル (210 km/h) で小突き回しているからだ」（"every time Portago comes in from a race the front of his car is wrinkled where he has been nudging people out of the way at 130 mph (210 km/h)."）という。ポルターゴはこのとき28歳で、ネルソンの言葉通りポルターゴは30歳を迎えることはなかった。

## 遺産
サンモリッツ＝ツェレリーナ・オリンピックボブスレーコースにあるポルターゴカーブは、彼が設立した財団がトラック下部の改修に尽力したことに敬意を表して命名されたものである。また、スペインのハラマ・サーキットでも第7コーナーがポルターゴカーブと呼ばれている。 

## 私生活
1949年、20歳のときにアメリカの元モデル、キャロル・マクダニエルと結婚した。 マクダニエルはポルターゴよりも年上で、2人の子持ちだったが、結婚までお互いほとんど知らない同士であった。その後、慈善活動家のミルトン・ペトリーと結婚している。写真家アンドレア・ポルターゴは彼の娘で、1977年6月のアンディ・ウォーホルのインタビュー誌の扉写真を撮ったことで知られる。1954年生まれの息子アンソニーは株式仲買人であった。アンソニーは1973年にドイツの貴族ヘンリック・フォン・シュルバッハの娘で、募金活動家・衣装/セットデザイナーのバーバラと結婚したが、1978年に離婚している。彼女の継父ジェラルド・ファン・デル・ケンプは、ヴェルサイユ宮殿の修復にも携わった学芸員であった。娘バルバラ・デ・ポルターゴは1984年に俳優で劇作家のジェイソン・ハリソン・グラントと結婚したが離婚し、1991年には投資銀行家のウィリアム・ジェームス・タパートと結婚したが1994年には再び離婚している。 
キャロル・マクダニエルとポルターゴは離婚協議中だったとされる。このため、ポルターゴはメキシコで11歳年上のファッションモデルのドリアン・リーとの結婚 (これは無効とされていた) を正式なものにしようとしていたという。リーは1954年にポルターゴとの第1子を流産しており、1955年9月27日に息子キムを出産した。一方でポルターゴは、俳優タイロン・パワーの元妻で女優のリンダ・クリスチャンとも交際していた。

## レース戦績

### F1
| 年     | 所属チーム               | シャシー        | エンジン      | 1       | 2   | 3   | 4   | 5       | 6       | 7       | 8       | WDC  | ポイント |
| ------ | ------------------------ | --------------- | ------------- | ------- | --- | --- | --- | ------- | ------- | ------- | ------- | ---- | -------- |
| 1956年 | スクーデリア・フェラーリ | フェラーリ D50  | フェラーリ V8 | ARG     | MON | 500 | BEL | FRA Ret | GBR 2 † | GER Ret | ITA Ret | 15位 | 3        |
| 1957年 | スクーデリア・フェラーリ | フェラーリ D50A | フェラーリ V8 | ARG 5 * | MON | 500 | FRA | GBR     | GER     | PES     | ITA     | 20位 | 1        |

†ピーター・コリンズとの車両共有
* ホセ・フロイラン・ゴンザレスとの車両共有

### ル・マン24時間レース
| 年     | チーム                               | コ・ドライバー       | 使用車両                                | クラス | 周回 | 総合順位 | クラス順位 |
| ------ | ------------------------------------ | -------------------- | --------------------------------------- | ------ | ---- | -------- | ---------- |
| 1954年 | オフィチーネ アルフィエリ マセラティ | カルロ・トマシ       | マセラティ・A6GCS                       | S 2.0  | 116  | DNF      | DNF        |
| 1956年 | スクーデリア・フェラーリ             | ダンカン・ハミルトン | フェラーリ・625LM スパイダー ツーリング | S 3.0  | 2    | DNF      | DNF        |

## 爵位および称号

### 爵位
- 第11代ポルターゴ侯爵 
  - グランデ（国王御前で着帽を許される特権。スペインでは極めて名誉なこととされ、爵位の上下よりも重視される）
- 第13代メホラダ伯爵

### 称号
- 1928年10月11日 –  1942年：ドン・アルフォンソ・アントニオ・ビセンテ・エドゥアルド・アンヘル・ブラス・フランシスコ・デ・ボルハ・カベサ・デ・バカ・イ・レイトン閣下
- 1942年 –  1957年5月12日：ポルターゴ侯爵にしてメホラダ伯爵閣下